# American Le Mans Series 2013
American Le Mans Series 2013 är den 14:e säsongen American Le Mans Series, den amerikanska långdistansserien för sportvagnar och GT-bilar. Säsongen omfattade tio deltävlingar.

## Tävlingskalender
| Datum        | Bana                           | Segrare P1 - Team                            | Segrare P2 - Team                           | Segrare PC - Team                            | Segrare GT - Team                           | Segrare GTC - Team                                |
| Datum        | Bana                           | Segrare P1 - Förare                          | Segrare P2 - Förare                         | Segrare PC - Förare                          | Segrare GT - Förare                         | Segrare GTC - Förare                              |
| ------------ | ------------------------------ | -------------------------------------------- | ------------------------------------------- | -------------------------------------------- | ------------------------------------------- | ------------------------------------------------- |
| 16 mars      | Sebring 12-timmars             | Audi Sport Team Joest                        | Level 5 Motorsports                         | PR1 Mathiesen Motorsports                    | Corvette Racing                             | Alex Job Racing                                   |
| 16 mars      | Sebring 12-timmars             | Marcel Fässler Benoît Tréluyer Oliver Jarvis | Scott Tucker Marino Franchitti Ryan Briscoe | David Cheng Mike Gausch David Ostella        | Oliver Gavin Richard Westbrook Tommy Milner | Cooper MacNeil Dion von Moltke Jeroen Bleekemolen |
| 20 april     | Long Beach                     | Muscle Milk Pickett Racing                   | Extreme Speed Motorsports                   | CORE Autosport                               | BMW Team RLL                                | NGT Motorsport                                    |
| 20 april     | Long Beach                     | Lucas Luhr Klaus Graf                        | Scott Sharp Guy Cosmo                       | Jonathan Bennett Colin Braun                 | Bill Auberlen Maxime Martin                 | Sean Edwards Henrique Cisneros                    |
| 18 maj       | Laguna Seca                    | Muscle Milk Pickett Racing                   | Level 5 Motorsports                         | PR1/Mathiesen Motorsports                    | Corvette Racing                             | NGT Motorsport                                    |
| 18 maj       | Laguna Seca                    | Lucas Luhr Klaus Graf                        | Scott Tucker Marino Franchitti              | Luis Díaz Mike Guasch                        | Jan Magnussen Antonio García                | Nick Tandy Henrique Cisneros                      |
| 6 juli       | Lime Rock                      | Muscle Milk Pickett Racing                   | Level 5 Motorsports                         | Rocketsports Racing                          | BMW Team RLL                                | Flying Lizard Motorsports                         |
| 6 juli       | Lime Rock                      | Lucas Luhr Klaus Graf                        | Scott Tucker Ryan Briscoe                   | Bruno Junqueira Duncan Ende                  | John Edwards Dirk Müller                    | Spencer Pumpelly Nelson Canache                   |
| 21 juli      | Mosport Park                   | Muscle Milk Pickett Racing                   | Level 5 Motorsports                         | CORE Autosport                               | Corvette Racing                             | Alex Job Racing                                   |
| 21 juli      | Mosport Park                   | Lucas Luhr Klaus Graf                        | Scott Tucker Marino Franchitti              | Jonathan Bennett Colin Braun                 | Oliver Gavin Tommy Milner                   | Cooper MacNeil Jeroen Bleekemolen                 |
| 11 augusti   | Road America                   | Muscle Milk Pickett Racing                   | Level 5 Motorsports                         | Rocketsports Racing                          | SRT Motorsports                             | Flying Lizard Motorsports                         |
| 11 augusti   | Road America                   | Lucas Luhr Klaus Graf                        | Scott Tucker Simon Pagenaud                 | Bruno Junqueira Duncan Ende                  | Dominik Farnbacher Marc Goossens            | Spencer Pumpelly Nelson Canache                   |
| 31 augusti   | Baltimore Grand Prix           | Muscle Milk Pickett Racing                   | Level 5 Motorsports                         | Performance Tech Motorsports                 | Corvette Racing                             | Flying Lizard Motorsports                         |
| 31 augusti   | Baltimore Grand Prix           | Lucas Luhr Klaus Graf                        | Marino Franchitti Guy Cosmo                 | Tristan Nunez Charlie Shears                 | Jan Magnussen Antonio García                | Dion von Moltke Seth Neiman                       |
| 21 september | Circuit of the Americas        | Muscle Milk Pickett Racing                   | Level 5 Motorsports                         | BAR1 Motorsports                             | Corvette Racing                             | TRG                                               |
| 21 september | Circuit of the Americas        | Lucas Luhr Klaus Graf                        | Scott Tucker Ryan Briscoe                   | Kyle Marcelli Chris Cumming                  | Jan Magnussen Antonio García                | Ben Keating Damien Faulkner                       |
| 5 oktober    | Virginia International Raceway | Muscle Milk Pickett Racing                   | Level 5 Motorsports                         | BAR1 Motorsports                             | Risi Competizione                           | TRG                                               |
| 5 oktober    | Virginia International Raceway | Lucas Luhr Klaus Graf                        | Scott Tucker Ryan Briscoe                   | Kyle Marcelli Chris Cumming                  | Olivier Beretta Matteo Malucelli            | Ben Keating Damien Faulkner                       |
| 19 oktober   | Petit Le Mans                  | Rebellion Racing                             | Level 5 Motorsports                         | BAR1 Motorsports                             | Team Falken Tire                            | Flying Lizard Motorsports                         |
| 19 oktober   | Petit Le Mans                  | Nick Heidfeld Nicolas Prost Neel Jani        | Scott Tucker Ryan Briscoe Marino Franchitti | Kyle Marcelli Chris Cumming Stefan Johansson | Bryan Sellers Wolf Henzler Nick Tandy       | Spencer Pumpelly Madison Snow Nelson Canache      |

## Slutställning
| Klass | Förare                            | Team                       | Bil                           | Motor     |
| ----- | --------------------------------- | -------------------------- | ----------------------------- | --------- |
| P1    | Klaus Graf Lucas Luhr             | Muscle Milk Pickett Racing | Honda Performance Development | Honda     |
| P2    | Scott Tucker                      | Level 5 Motorsports        | Honda Performance Development | Honda     |
| PC    | Mike Guasch                       | CORE Autosport             |                               |           |
| GT    | Antonio García Jan Magnussen      | Corvette Racing            | Chevrolet Corvette C6.R       | Chevrolet |
| GTC   | Jeroen Bleekemolen Cooper MacNeil | Flying Lizard Motorsports  |                               |           |